# Régis Jauffret
Régis Jauffret (Marseille, 5 juni 1955) is een Frans schrijver. Hij is de auteur van een groot aantal romans, waaronder univers, univers (2003), bekroond met de Prix Décembre, en Asiles de fous (2005), bekroond met de Prix Femina. Van beide titels verscheen een Nederlandse vertaling, onder de respectievelijke titels Wereld, wereld! (2015) en Gekkenhuizen! (2008), van de hand van Martin de Haan en Rokus Hofstede. In 2007 kreeg Jauffret voor Microfictions de Prix France Culture / Télérama en de Grand prix de l'humour noir Xavier Forneret.
Jauffrets in maart 2010 verschenen roman Sévère is gebaseerd op de geruchtmakende moord op de Franse bankier Édouard Stern door diens minnares Cécile Brossard, in 2005. De nazaten van Stern deden in oktober 2010 aangifte tegen Jauffrets uitgever, Le Seuil, en eisten een symbolische schadeloosstelling van één euro en een verbod op de roman wegens 'aantasting van het privéleven'. In december 2010 verscheen in het tijdschrift Les Inrockuptibles een petitie van tien prominente schrijvers, onder wie Michel Houellebecq en Bernard-Henri Lévy, die het opnamen voor Jauffret en bij de familie Stern pleitten voor het intrekken van de aangifte.
Jauffrets in 2012 verschenen roman Claustria is een fictionalisering van de zaak-Fritzl. De roman werd in Oostenrijk zeer slecht ontvangen. In 2014 verscheen La Ballade de Rikers Island, gebaseerd op de zogeheten affaire DSK, de geruchtmakende verkrachtingszaak waarin de Franse politicus Dominique Strauss-Kahn betrokken is. Bij de verschijning van de roman diende DSK een aanklacht in tegen Jauffret en zijn uitgever. Jauffret werd in mei 2016 veroordeeld tot een schadevergoeding aan Strauss-Kahn wegens laster.

## Citaten
'Als we eenenzeventig zijn weten we maar al te goed dat we niet zojuist in het Polen van de achttiende eeuw ter wereld zijn gekomen om het korte, ellendige leven van een vlieg of een veldmuis te leiden.' (Gekkenhuizen!)
'Alcohol is uitgevonden om moeders te kunnen verdragen.' (Gekkenhuizen!)
'De liefde laten we over aan hen die niets hebben en meestal ook de liefde niet.' (Gekkenhuizen!)
'Dat is nou literatuur, die weigering om het leven serieus te nemen, het te eren, je ervoor in het stof te wentelen om te laten zien hoe dankbaar je
bent dat je bestaat.' (Wereld, wereld!)
'Je bent de hele wereld, het is maar een vluchtige gewaarwording en dan ben je niets meer.' (Wereld, wereld!)